# Dorell Wright
Pour les articles homonymes, voir Wright.
Dorell Wright, né le 2 décembre 1985 à Los Angeles, est un ancien joueur américain de basket-ball. Il évolue au poste d'arrière ou d'ailier. Il est drafté en 2004 par le Heat de Miami, franchise avec laquelle il remporte un titre NBA lors des Finales NBA 2006.

## Carrière professionnelle

### Heat de Miami (2004-2010)
Il a été sélectionné en 19e position par le Heat de Miami en 2004. Durant ses premières saisons, il évolue avec l'équipe mineure de la franchise floridienne, le Flame de la Floride en NBA Development League. Il est rappelé à la fin de la saison 2006, pour devenir le plus jeune champion NBA de son équipe lors du premier titre du Heat.

### Warriors de Golden State (2010-2012)

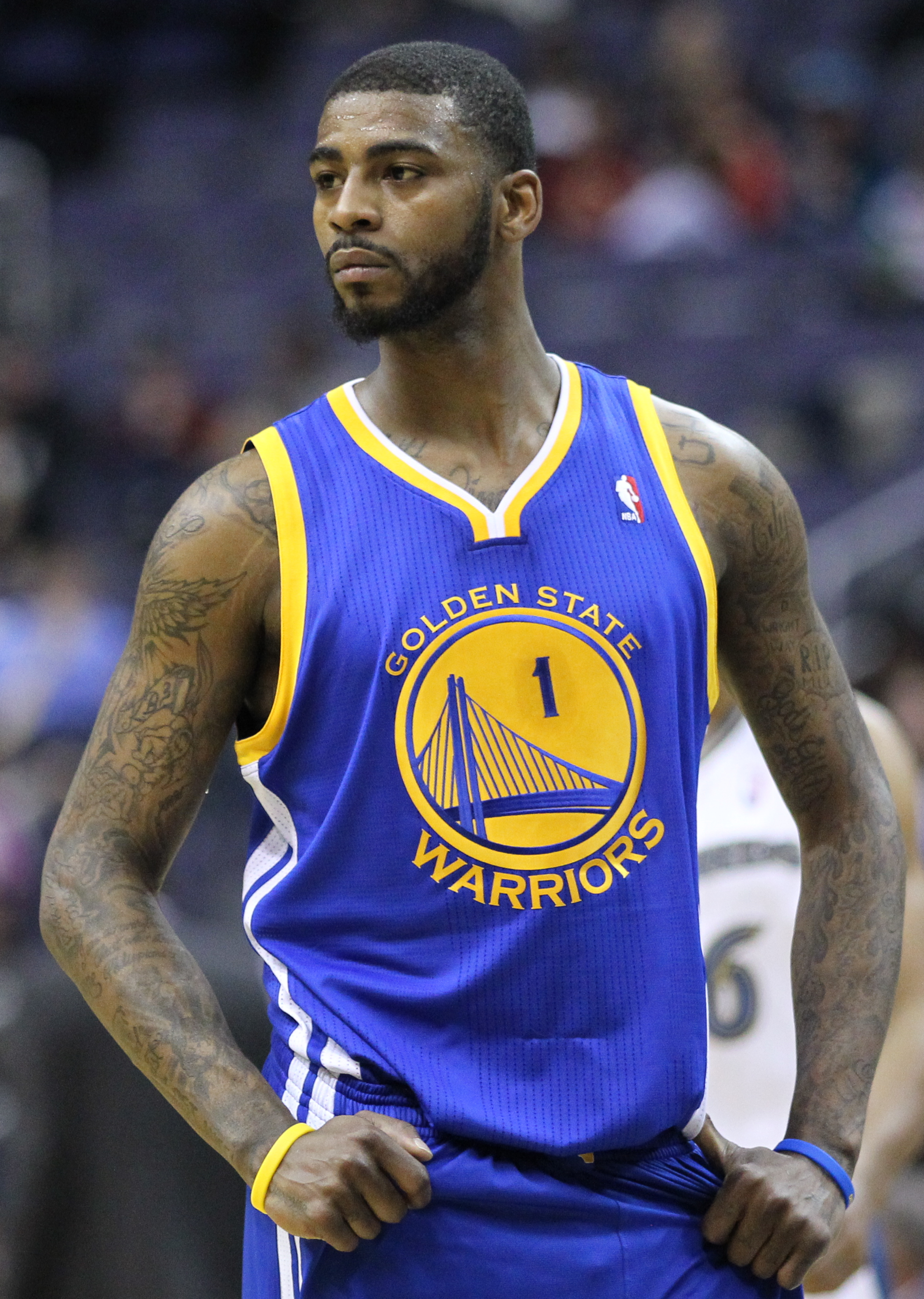
Wright en 2011 sous le maillot des Warriors.

Le 13 juillet 2010, il s'engage en faveur des Warriors de Golden State. Le 27 novembre, il bat un record de franchise avec 9 tirs à trois points inscrits, dépassant Jason Richardson. Il participe au Three-Point Contest lors du NBA All-Star Game 2011 à Los Angeles. Le 23 mars 2011, il inscrit son record de points en carrière, avec 34 unités face aux Rockets de Houston.
Il est le joueur qui a tenté et inscrit le plus grand nombre de tirs à 3 points lors de la saison NBA 2010-2011 avec 191 tirs primés réussis sur 507 tentés. À la suite de sa saison remarquée, il termine 3e du vote de meilleure progression de l'année, derrière le lauréat Kevin Love et LaMarcus Aldridge.

### 76ers de Philadelphie (2012-2013)
Le 11 juillet 2012, il est transféré aux Sixers de Philadelphie dans un deal en triangle envoyant Jarrett Jack aux Warriors et donnant les droits sur Edin Bavčić aux Hornets de La Nouvelle-Orléans.

### Trail Blazers de Portland (2013-2015)
Durant l'été 2013, très courtisé par le Thunder d'Oklahoma City et les Trail Blazers de Portland, il décide de s'engager pour deux saisons avec Portland.

### Beijing Royal Fighters (2015-2016)
Le 17 août 2015, Wright signe un contrat avec les Beikong Fly Dragons de la Chinese Basketball Association (CBA). Sur 37 matchs disputés, il enregistre des moyennes de 24,3 points, 7,5 rebonds, 2,5 passes décisives et 2,0 interceptions par match.

### Retour au Heat de Miami (2016)
Le 12 avril 2016, il prend la décision de revenir en NBA, au sein de la francise avec laquelle il a remporté son seul titre, le Heat de Miami. Cinq jours plus tard, il prend part au premier match des playoffs de l'équipe face aux Hornets de Charlotte, durant lequel il reçut une standing-ovation.
Lors de la période d'agents libres, il signe un contrat avec les Clippers de Los Angeles mais est libéré le 12 octobre après deux matchs de pré-saison.

### Fin de carrière en Europe (2017-2020)
Wright commence la saison 2017-2018 au club bosnien du KK Igokea mais en octobre 2017, il rejoint le Brose Baskets, en Allemagne, avec lequel il signe un contrat courant jusqu'à la fin de la saison.
Il signe ensuite un contrat avec le club russe du Lokomotiv Kuban de la VTB United League. Il effectue un dernier retour dans le club du KK Igokea pour une saison en 2019-2020.
Enfin, il annonce le 18 novembre 2020, sa retraite sportive après 16 saisons disputées au sein de la NBA, CBA et l'Europe.

## Palmarès
- Champion NBA avec le Heat de Miami en 2006.
- Champion de la Conférence Est avec le Heat de Miami en 2006.
- Meilleur 6e homme de l'année avec le Lokomotiv Kuban de la VTB United League en 2019.

## Statistiques

### NBA

#### Saison régulière
| Champion NBA |

gras = ses meilleures performances
| Saison    | Équipe       | Matchs | Titul. | Min./m | % Tir | % 3pts | % LF  | Rbds/m. | Pass/m. | Int/m. | Ctr/m. | Pts/m. |
| --------- | ------------ | ------ | ------ | ------ | ----- | ------ | ----- | ------- | ------- | ------ | ------ | ------ |
| 2004-2005 | Miami        | 3      | 0      | 9.0    | .273  | .000   | 1.000 | .3      | 1.0     | 1.3    | .0     | 2.3    |
| 2005-2006 | Miami        | 20     | 2      | 6.6    | .465  | .500   | .882  | 1.6     | .4      | .2     | .1     | 2.9    |
| 2006-2007 | Miami        | 66     | 19     | 19.6   | .445  | .147   | .744  | 4.1     | 1.4     | .6     | .7     | 6.0    |
| 2007-2008 | Miami        | 44     | 34     | 25.1   | .488  | .364   | .826  | 5.0     | 1.4     | .7     | .9     | 7.9    |
| 2008-2009 | Miami        | 6      | 0      | 12.2   | .400  | .000   | .333  | 3.3     | .3      | .3     | .0     | 3.0    |
| 2009-2010 | Miami        | 72     | 1      | 20.8   | .463  | .389   | .884  | 3.3     | 1.3     | .7     | .4     | 7.1    |
| 2010-2011 | Golden State | 82     | 82     | 38.4   | .423  | .376   | .789  | 5.3     | 3.0     | 1.5    | .8     | 16.4   |
| 2011-2012 | Golden State | 61     | 61     | 27.0   | .422  | .360   | .816  | 4.6     | 1.5     | 1.0    | .4     | 10.3   |
| 2012-2013 | Philadelphie | 79     | 8      | 22.6   | .396  | .374   | .851  | 3.8     | 1.9     | .8     | .4     | 9.2    |
| 2013-2014 | Portland     | 68     | 13     | 14.5   | .374  | .342   | .754  | 2.8     | .9      | .3     | .2     | 5.0    |
| 2014-2015 | Porland      | 48     | 2      | 12.6   | .379  | .380   | .810  | 2.3     | .9      | .4     | .2     | 4.6    |
| Carrière  | Carrière     | 549    | 222    | 22.4   | .424  | .365   | .806  | 3.8     | 1.5     | .8     | .5     | 8.4    |

#### Playoffs
| Saison   | Équipe   | Matchs | Titul. | Min./m | % Tir | % 3pts | % LF  | Rbds/m. | Pass/m. | Int/m. | Ctr/m. | Pts/m. |
| -------- | -------- | ------ | ------ | ------ | ----- | ------ | ----- | ------- | ------- | ------ | ------ | ------ |
| 2007     | Miami    | 1      | 0      | 1.0    | .000  | .000   | .000  | .0      | .0      | .0     | .0     | .0     |
| 2009     | Miami    | 1      | 0      | 3.0    | .000  | .000   | .000  | .0      | .0      | .0     | .0     | .0     |
| 2010     | Miami    | 5      | 0      | 22.4   | .360  | .250   | 1.000 | 3.8     | 1.8     | .4     | .0     | 5.0    |
| 2014     | Portland | 8      | 0      | 11.0   | .368  | .333   | .733  | 2.0     | .4      | .4     | 1.1    | 3.6    |
| 2016     | Miami    | 5      | 0      | 3.8    | .500  | .400   | .1000 | 1.2     | .4      | .0     | .0     | 3.2    |
| Carrière | Carrière | 20     | 0      | 11.2   | .389  | .320   | .833  | 2.1     | .7      | .3     | .5     | 3.5    |

### International
| Saison    | Équipe          | Ligue      | Matchs | Titula. | Min./m | % Tir | % 3pts | % LF | Rbds/m. | Pass/m. | Int/m. | Ctr/m. | Pts/m. |
| --------- | --------------- | ---------- | ------ | ------- | ------ | ----- | ------ | ---- | ------- | ------- | ------ | ------ | ------ |
| 2015-2016 | Beikong Dragons | CBA        | 37     | 0       | 30.8   | .438  | .352   | .848 | 7.49    | 2.51    | 2.03   | 0.86   | 24.27  |
| 2017-2018 | Brose Baskets   | German BBL | 34     | 25      | 26.1   | .495  | .470   | .856 | 5.68    | 1.62    | 0.97   | 0.44   | 14.50  |
| 2017-2018 | Brose Baskets   | Euroligue  | 27     | 22      | 25.8   | .421  | .422   | .873 | 5.44    | 1.67    | 0.89   | 0.44   | 11.63  |
| 2017-2018 | KK Igokea       | Liga ABA   | 4      | 1       | 29.1   | .484  | .560   | .738 | 4.25    | 1.50    | 1.00   | 0.25   | 26.75  |
| 2018-2019 | Lokomotiv Kuban | VTB United | 27     | 3       | 21.0   | .473  | .455   | .895 | 3.59    | 1.56    | 0.93   | 0.48   | 11.44  |
| 2018-2019 | Lokomotiv Kuban | EuroCoupe  | 18     | 4       | 22.4   | .454  | .449   | .800 | 3.44    | 2.06    | 0.67   | 0.56   | 10.56  |
| 2019-2020 | KK Igokea       | Liga ABA   | 8      | 5       | 15.4   | .258  | .176   | .800 | 2.12    | 1.12    | 0.12   | 0.12   | 3.38   |

## Records personnels en NBA
Les records personnels de Dorell Wright, officiellement recensés par la NBA sont les suivants :
| Type statistique            | Saison régulière | Saison régulière            | Saison régulière | Playoffs | Playoffs             | Playoffs      |
| Type statistique            | Record           | Adversaire                  | Date             | Record   | Adversaire           | Date          |
| --------------------------- | ---------------- | --------------------------- | ---------------- | -------- | -------------------- | ------------- |
| Points en un match          | 34               | @ Rockets de Houston        | 23 mars 2011     | 15       | 2 fois               | 2 fois        |
| Paniers marqués en un match | 14               | @ Rockets de Houston        | 23 mars 2011     | 4        | 2 fois               | 2 fois        |
| Paniers tentés en un match  | 24               | Lakers de Los Angeles       | 12 janvier 2011  | 7        | @ Celtics de Boston  | 17 avril 2010 |
| Lancers francs réussis      | 10               | 2 fois                      | 2 fois           | 5        | 2 fois               | 2 fois        |
| Lancers francs tentés       | 12               | @ Celtics de Boston         | 19 avril 2006    | 7        | Rockets de Houston   | 27 avril 2014 |
| Paniers à 3 points réussis  | 9                | @ Timberwolves du Minnesota | 27 novembre 2010 | 3        | @ Rockets de Houston | 23 avril 2014 |
| Paniers à 3 points tentés   | 13               | 3 fois                      | 3 fois           | 4        | @ Rockets de Houston | 23 avril 2014 |
| Rebonds offensifs           | 6                | @ Sixers de Philadelphie    | 7 février 2008   | 1        | 4 fois               | 4 fois        |
| Rebonds défensifs           | 13               | 2 fois                      | 2 fois           | 5        | 2 fois               | 2 fois        |
| Rebonds totaux              | 18               | @ Warriors de Golden State  | 7 décembre 2007  | 6        | Rockets de Houston   | 25 avril 2014 |
| Passes décisives            | 9                | 2 fois                      | 2 fois           | 5        | Celtics de Boston    | 23 avril 2010 |
| Interceptions               | 6                | Kings de Sacramento         | 10 avril 2011    | 2        | @ Rockets de Houston | 23 avril 2014 |
| Contres                     | 6                | Nets du New Jersey          | 29 décembre 2006 | 3        | 2 fois               | 2 fois        |
| Balles perdues              | 5                | 4 fois                      | 4 fois           | 2        | 3 fois               |               |
| Minutes jouées              | 48               | 6 fois                      | 6 fois           | 31       | Celtics de Boston    | 23 avril 2010 |

- Double-double : 20
- Triple-double : 0